# Vesania
Vesania (с лат. — «безумие») — польская симфо блэк/дэт-метал-группа.

## История
Группу основали в 1997 году Orion, Daray, и Heinrich. Затем к группе присоединились Annahvahr и Hatrah (последний покинул группу в 1999 и был заменён Siegmar’ом).
Первый альбом, Moonastray, представлял собой сплит с Black Altar, выпущенный в 2002 году только в Польше на лейбле Odium Records. Тираж записи составлял 666 экземпляров, и каждый из них был подписан кровью. В 2003 году состоялся европейский релиз их первого полноформатного альбома, Firefrost Arcanum, на лейбле Empire Records. Вслед за этим Annahvahr ушёл из группы. Второй альбом God the Lux был издан в апреле 2005 года, а вскоре к группе в качестве ведущего гитариста присоединился Valeo (Sammath Naur, Mortis Dei). Третий альбом, Distractive Killusions, был издан в 2007 году на Napalm Records, с него был взят первый сингл группы Rage of Reason. 25 октября 2014 года был выпущен новый альбом Deus ex Machina.

1 февраля 2018 года на официальной страничке группы появилось сообщение о смерти гитариста «Valeo»: 
«Он любил жизнь больше, чем когда-либо будем любить мы. Полный радости, независимый, свободный от желаний и осуждений. Нам всем следовало брать с него пример. Он был выдающимся музыкантом. Он никогда не испытывал желания пожаловаться о своем состоянии здоровья или заявить о проблемах открыто даже с учетом того, что на протяжении очень долгого времени сражался с ужасающей болезнью. Сегодня утром умер наш друг и гитарист Marcin Valeo Walenczykowski. Свет погас. Занавес опущен».

## Участники группы

### Действующие участники
- Tomasz «Orion» Wróblewski — гитара, вокал
- Dariusz «Daray» Brzozowski — ударные
- Filip «Heinrich» Hałucha — бас
- Krzysztof «Siegmar» Oloś — клавишные

### Бывшие участники
- Hatrah — клавишные (1998—1999)
- Filip «Annahvahr» Żołyński — гитара, вокал (1998—2003)
- Marcin «Valeo» Walenczykowski — гитара (2005–2018; умер в 2018)

## Дискография
| Год  | Дата выхода | Название               | Тип            | Лейбл           |
| ---- | ----------- | ---------------------- | -------------- | --------------- |
| 1997 |             | Reh                    | Демо           | ---             |
| 1999 |             | CD Promo 1999          | Демо           | ---             |
| 2002 |             | Moonastray             | Сплит          | Odium Records   |
| 2003 | 25 марта    | Firefrost Arcanum      | Полноформатный | Empire Records  |
| 2005 | 25 апреля   | God The Lux            | Полноформатный | Empire / Napalm |
| 2007 | 3 декабря   | Distractive Killusions | Полноформатный | Napalm Records  |
| 2008 | 15 января   | Rage of Reason         | Сингл          | Empire Records  |
| 2014 | 25 октября  | Deus ex Machina        | Полноформатный | Fonografika     |